# Sanctuaire de Cura

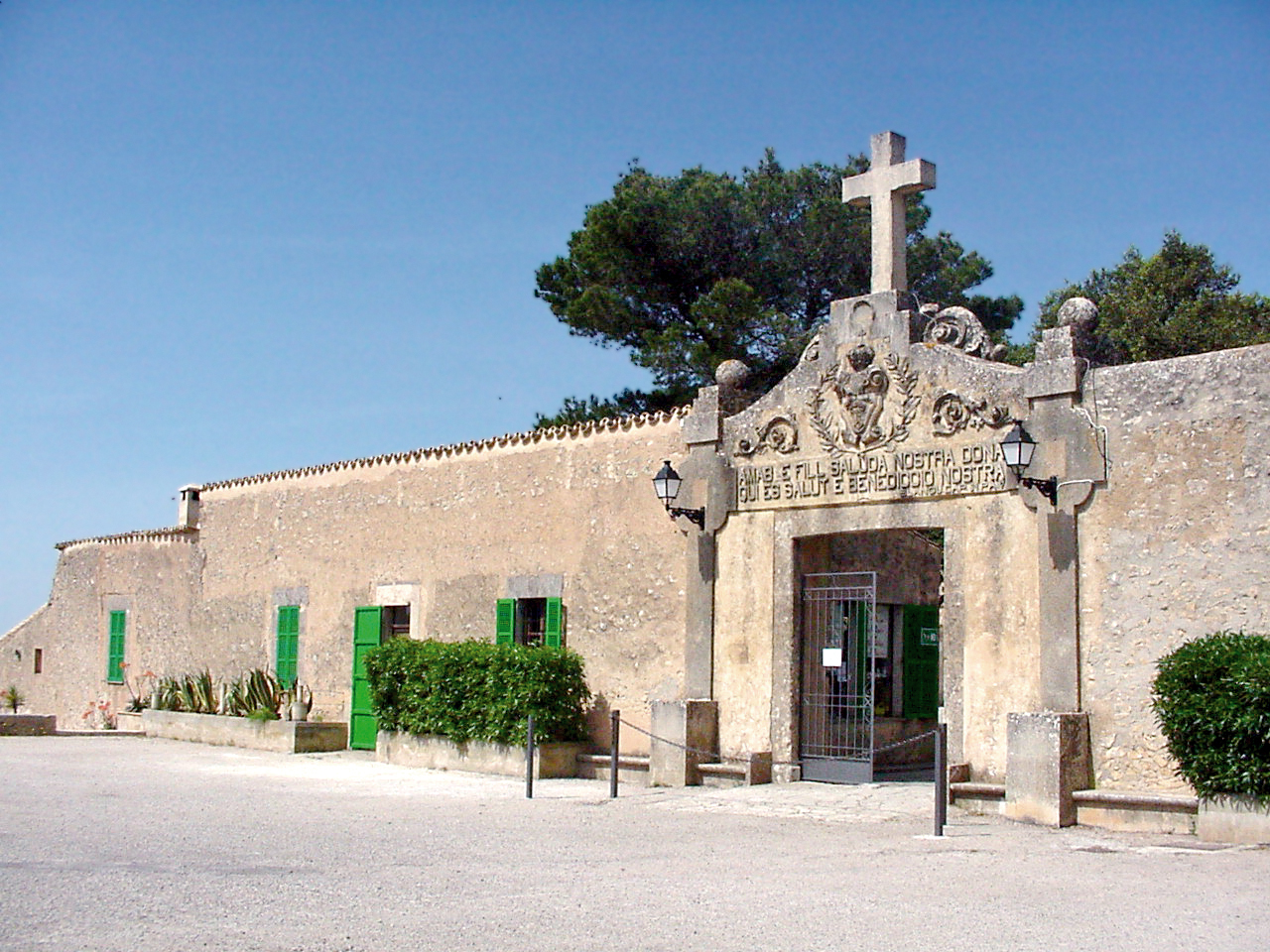
Entré du cloître

Le sanctuaire de Cura (en catalan Santuari de Nostra Senyora de Cura) est un ensemble religieux situé à la cime du pic de Randa. Selon la tradition, c'est à cet endroit que Ramon Llull avait effectué une retraite spirituelle, à la suite de laquelle il se convertit au christianisme et se mit à précher. Ce sanctuaire voue un culte à la Vierge de Cura.

## Histoire
Selon une hypothèse, à la cime du pic de Randa se trouvait le Qastil Al'Uyun (Château des sources), qui aurait été une place forte mauresque, délimitant les territoires sous contrôle musulman, et il s'agirait ici du juz' de Muntuy.
On peut observer la forme particulière du pic de Randa, et sur les flancs sud de la Cura des incursions dans la roche, ayant servi d'abri à des ermites, le plus célèbre d'entre eux étant Ramon Llull qui s'y retira à partir de 1263 La tradition affirme que ce dernier est à l'origine de la construction de l'autel dédié à la vierge Marie en 1275. Cet autel serait  la première forme du sanctuaire de Randa, renommée par la suite sanctuaire de Cura. Òutre les écrits de LLull, la seconde plus célèbre référence écrite au séjour d'ermites dans cette zone est celle faite par l'évêque Louis de Prades en 1394. Et de fait, à ce jour, plus d'une vingtaine de grottes susceptibles d'avoir abrité des ermites ont été répertoriées.
Le sanctuaire prend de l'importance à partir du XVIe siècle et est renommé Cura. Il entre en décadence à partir du XIXe siècle. Il faudra attendre l'arrivée des franciscains en 1913 qui le restaurent et y installent un noviciat provincial. 
En 1955 son image est couronnée par le pape.